# Poste de péage et de pesage de Diho
Pour un article plus général, voir Péages et pesages au Bénin.
Le poste de péage et de pesage de Diho est une infrastructure du réseau routier national du Bénin.

## Histoire
Le poste est créé le 1er février 1998 par le gouvernement du président Mathieu Kérékou pour assurer une récupération partielle des coûts auprès des usagers afin d’accroître les ressources du Fonds Routier.

### Attaque du 6 avril 2021
Le 6 avril 2021, il a été saccagé lors d'une manifestation contre Patrice Talon,.
Le poste de péage a déjà connu des scènes de violence à cause du refus de payer de certains usagers.

### Localisation
Situé sur l'axe routier Savè-Parakou dans la commune de Savè dans le département des Collines, il fait partie des postes de péage et de pesage dont dispose le réseau routier béninois en 2020. Le péage est situé sur la route inter-états Bénin - Niger. 
| Gogoro Diho Savè |

### Activités commerciales
Le péage est un point d'arrêt pour les transporteurs et les véhicules et, pour les commerçants des environs, un lieu de vente des produits locaux, tels l'hypocotyle du rônier (de l'espèce Borassus aethiopum).